# Erigone infernalis
Erigone infernalis là một loài nhện trong họ Linyphiidae.
Loài này thuộc chi Erigone. Erigone infernalis được Eugen von Keyserling miêu tả năm 1886.